# 앤티가 바부다 박물관

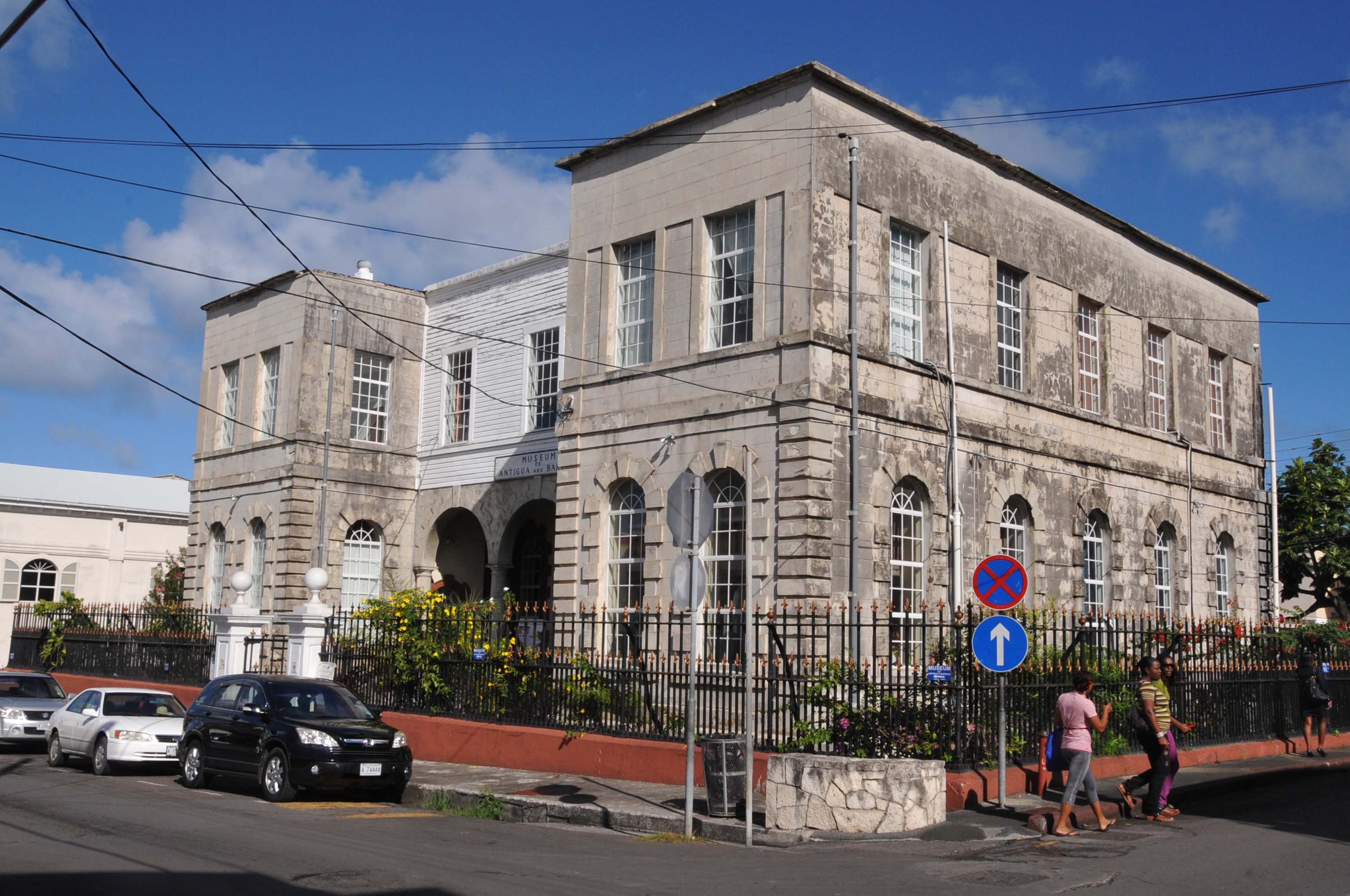

앤티가 바부다 박물관(Museum of Antigua and Barbuda)은 앤티가 바부다의 수도인 세인트존스에 있는 박물관이다. 박물관은 1747년에 건축된 식민지풍의 저택 건물이다.